# Coborâre întunecată
Coborâre întunecată  (titlu original The Descent) este un film de groază britanic din 2005, în regia și scenariul lui Neil Marshall. Filmul prezintă șase femei care, după ce ajung într-un sistem de peșteri neexplorate, devin captive și sunt vânate de către humanoizi carnivori din troglofaună.
Filmările au avut loc în Marea Britanie; scenele exterioare au fost filmate în Ashridge Park, Buckinghamshire. Deoarece producătorii au considerat că e prea periculos și consumator de timp să filmeze scenele de interior într-o peșteră adevărată, filmările au avut loc la Pinewood Studios, lângă Londra. The Descent a fost lansat comercial la 8 iulie 2005 în Marea Britanie. Premiera a avut loc în 2006 la Festivalul de Film Sundance.
Un sequel, intitulat The Descent Part 2, a fost lansat în 2009 și descrie evenimentele care au loc la două zile după sfârșitul filmului original.

## Distribuție
- Shauna Macdonald as Sarah
- Natalie Mendoza as Juno
- Alex Reid as Beth
- MyAnna Buring as Sam
- Saskia Mulder as Rebecca
- Nora Jane Noone as Holly
- Molly Kayll as Jessica
- Oliver Milburn as Paul

## Sequel
Un sequel la The Descent a fost filmat la Ealing Studios în Londra pe parcursul anului 2008 și a fost lansat la 2 decembrie 2009 în Marea Britanie.